# 鉢形村
鉢形村（はちがたむら）は埼玉県の北西部、大里郡に属していた村。当初は男衾郡所属であった。

## 地理
- 河川：荒川

## 歴史
- 1889年（明治22年）4月1日 町村制施行により、鉢形村、保田原村、小園村、露梨子村が合併し男衾郡鉢形村が成立する。
- 1896年（明治29年）3月29日 男衾郡が大里郡、幡羅郡、榛沢郡と統合し大里郡となる。
- 1955年（昭和30年）2月11日 寄居町、折原村、男衾村、用土村と合併し寄居町を新設する。

## 交通

### 鉄道
- 東武鉄道
  - 東上本線：鉢形駅

## 名所・旧跡
- 鉢形城跡